# Artikel 91a des Grundgesetzes für die Bundesrepublik Deutschland
Artikel 91a des Grundgesetzes der Bundesrepublik Deutschland (Mitwirkung des Bundes auf Grund von Bundesgesetzen) ist ein Artikel des Abschnitts VIIIa (Gemeinschaftsaufgaben, Verwaltungszusammenarbeit) des Grundgesetzes der Bundesrepublik Deutschland. Die Artikel 91a – 91d regeln die Gemeinschaftsaufgaben des Bundes und der Länder.

## Wortlaut
(1) Der Bund wirkt auf folgenden Gebieten bei der Erfüllung von Aufgaben der Länder mit, wenn diese Aufgaben für die Gesamtheit bedeutsam sind und die Mitwirkung des Bundes zur Verbesserung der Lebensverhältnisse erforderlich ist (Gemeinschaftsaufgaben):
1. Verbesserung der regionalen Wirtschaftsstruktur,
2. Verbesserung der Agrarstruktur und des Küstenschutzes.
(2) Durch Bundesgesetz mit Zustimmung des Bundesrates werden die Gemeinschaftsaufgaben sowie Einzelheiten der Koordinierung näher bestimmt.
(3) Der Bund trägt in den Fällen des Absatzes 1 Nr. 1 die Hälfte der Ausgaben in jedem Land. In den Fällen des Absatzes 1 Nr. 2 trägt der Bund mindestens die Hälfte; die Beteiligung ist für alle Länder einheitlich festzusetzen. Das Nähere regelt das Gesetz. Die Bereitstellung der Mittel bleibt der Feststellung in den Haushaltsplänen des Bundes und der Länder vorbehalten.

## Erläuterung
Aufgaben der Bundesländer werden dann zu Gemeinschaftsaufgaben, wenn diese Aufgaben für die Gesamtheit von Bedeutung sind. In diesen Fällen wirkt der Bund bei der Rahmenplanung und Finanzierung mit. Hieraus entsteht eine Mischfinanzierung. Grundlage für eine Mitwirkung des Bundes ist, dass sie für die Verbesserung der Lebensverhältnisse erforderlich ist.
Bei der Verbesserung der regionalen Wirtschaftsstruktur trägt der Bund 50 % der Ausgaben. Dies betrifft alle regionalen Maßnahmen im Rahmen der Strukturpolitik.
Bei der Verbesserung der Agrarstruktur und des Küstenschutzes trägt der Bund mindestens 50 % der Ausgaben.
Obwohl der Bund an der Finanzierung der Aufgaben beteiligt ist, bleiben die zu Gemeinschaftsaufgaben erklärten Sachbereiche Aufgaben der Länder.

## Geschichte
Mitte der 1960er Jahre wurde durch die sogenannte Tröger-Kommission der Begriff des kooperativen Föderalismus entwickelt, der die Neigung öffentliche Aufgaben durch Bund und Länder gemeinsam zu erfüllen beschreibt. Das Grundgesetz der Bundesrepublik Deutschland sah aber diese Gemeinschaftsaufgaben nicht vor, so wurde eine Verfassungsänderung erforderlich.
Artikel 91a trat am 1. Januar 1970 in Kraft. Zunächst wurden neben der Förderung der regionalen Wirtschaftsstruktur, der Agrarstruktur und des Küstenschutzes auch der Neubau und Erhalt von wissenschaftlichen Hochschulen einschließlich der Hochschulkliniken einbezogen. Am 6. August 1970 wurde der Begriff „wissenschaftlich“ gestrichen. Im Rahmen der Föderalismusreform wurde die Zuständigkeit des Bundes neu geregelt. Der Hochschulsektor wurde dabei aus dem Artikel gestrichen. Die Hochschulen sind nun grundsätzlich alleinige Aufgaben der Länder. Die Aufgabenverteilung bei Fällen überregionaler Bedeutung wurde in Artikel 91b neu geregelt.

## Kritik
Anfänglich kritisierten die Länder durch den Eingriff des Bundes eingeengte Gestaltungsspielräume. Allgemein wird dem kooperativen Föderalismus der Vorwurf der zur Selbstblockade tendierenden Politikverflechtung gemacht. Fritz W. Scharpf sprach hier 1985 von einer Falle.